# James P. Johnson
James Price Johnson (Nuevo Brunswick, Nueva Jersey, Estados Unidos, 1 de febrero de 1894-Nueva York, Estados Unidos, 17 de noviembre de 1955), conocido como James P. Johnson, fue un pianista y compositor estadounidense de jazz. Fue uno de los creadores, junto con Luckey Roberts, del estilo stride de jazz.

## Biografía
Su familia se trasladó a Nueva York en 1908. En 1911, mientras que "todavía va a la escuela en pantalones cortos", asistió a una interpretación de Jelly Roll Morton en Harlem y estaba inspirada por el blues. En 1912 tuvo su primer compromiso profesional en Coney Island. Johnson y Morton representaban las distintas ramas en la posterior evolución desde el ragtime de Scott Joplin al piano en el jazz de comienzos de los años 1920.
Además de un músico solista, James P. Johnson también realizó interpretaciones como músico de acompañamiento de algunas de las más destacadas cantantes de blues de la época, como Ethel Waters o Bessie Smith. También compuso la música de diversos espectáculos teatrales de la época y varias piezas para piano y orquesta, incluida una ópera-blues titulada "The Organizer" y con libreto de Langston Hughes.
A lo largo de su carrera musical colaboró con músicos de jazz tradicional como el cornetista King Oliver, el clarinetista Pee Wee Russell, el guitarrista Eddie Condon o el saxofonista soprano Sidney Bechet.
Influyó a artistas como Fats Waller, Willie "The Lion" Smith, Count Basie, Duke Ellington, Art Tatum y Thelonious Monk entre otros.

## Honores y reconocimientos
- Salón de la Fama de los Compositores (1970)
- Salón de la fama del jazz de Down Beat (1973)
- Salón de la fama de Big Band and Jazz (1980)
- El 16 de septiembre de 1995 el servicio Postal de los Estados Unidos emitió un sello postal de 32 centavos con su imagen.[1]
- Salón de la fama del jazz de ASCAP (2008)

## Música cinematográfica
Las composiciones de James P. Johnson han sido usadas como música cinematográfica en diversas películas, entre las que se incluyen:
|      |                           |                                                   |                                                    |  |
| Año  | Película                  | Actor/Actriz                                      | Canciones                                          |  |
| 2007 | Seduciendo a un extraño   | Halle Berry Bruce Willis                          | "Don't Cry Baby"                                   |  |
| 2006 | Southland Tales           | Dwayne "The Rock" Johnson                         | "If I Could Be with You (One Hour Tonight)" (1926) |  |
| 2003 | Alex & Emma               | Kate Hudson Luke Wilson                           | "Charleston" (1923)                                |  |
| 2001 | The Majestic              | Jim Carrey                                        | "Blue Note Boogie"                                 |  |
| 1994 | Cobb                      | Tommy Lee Jones Lolita Davidovich                 | "Bleeding Hearted Blues"                           |  |
| 1991 | Billy Bathgate            | Dustin Hoffman Bruce Willis Nicole Kidman         | "The Mule Walk"                                    |  |
| 1991 | Rambling Rose             | Laura Dern Robert Duvall                          | "If I Could Be With You (One Hour Tonight)"        |  |
| 1957 | The Joker Is Wild         | Frank Sinatra                                     | "If I Could Be With You (One Hour Tonight)"        |  |
| 1949 | Flamingo Road             | Joan Crawford                                     | "If I Could Be With You (One Hour Tonight)"        |  |
| 1947 | The Man I Love            | Ida Lupino Robert Alda                            | "If I Could Be With You (One Hour Tonight)"        |  |
| 1946 | Qué bello es vivir        | James Stewart Donna Reed Lionel Barrymore         | "Charleston"                                       |  |
| 1943 | Stormy Weather            | Lena Horne Cab Calloway Fats Waller Dooley Wilson | "There's No Two Ways About Love"                   |  |
| 1942 | Casablanca                | Humphrey Bogart Ingrid Bergman Dooley Wilson      | "If I Could Be With You (One Hour Tonight)"        |  |
| 1939 | Los violentos años veinte | James Cagney Humphrey Bogart                      | "If I Could Be With You (One Hour Tonight)"        |  |
| 1938 | The Big Broadcast of 1938 | W.C. Fields Dorothy Lamour Bob Hope               | "Charleston"                                       |  |
| 1933 | Dancing Lady              | Joan Crawford Clark Gable Fred Astaire            | "Alabama Swing"                                    |  |
| 1929 | The Show of Shows         | John Barrymore Douglas Fairbanks Jr. Myrna Loy    | "Your Love is All I Crave"                         |  |